# Thomas Sargent
Thomas J. Sargent, né le 19 juillet 1943 à Pasadena en Californie, est un macroéconomiste américain. Il travaille en particulier dans les domaines des séries temporelles, des politiques monétaires, et des anticipations rationnelles.
Il a partagé le Prix de la Banque de Suède 2011 avec Christopher A. Sims pour « leurs recherches empiriques sur les causes et les effets en macro-économie. »

## Biographie
En 1964, Sargent a obtenu son BA de l'université de Californie à Berkeley, comme le médaillé de l'université à titre de chercheur le plus distingué dans la catégorie de 1964, et son Ph.D. à l'université Harvard en 1968. Il a occupé des postes d'enseignement à l'université de Pennsylvanie (1970-1971), l'université du Minnesota (1971-1987), l'université de Chicago (1991-1998), l'université Stanford (1998-2002) et l'université de Princeton (2009), et est actuellement le professeur d'économie à l'université de New York (depuis 2002). Il est un fellow de l'Econometric Society depuis 1976. En 1983, Sargent a été élu membre de l'Académie américaine des arts et des sciences. Il a été senior fellow de la Hoover Institution à l'université Stanford depuis 1987, et membre du conseil consultatif de l'Institut de recherche économique Penn à l'université de Pennsylvanie.Sargent cherche à appliquer ce qu'il nomme la théorie des anticipations rationnelles à un ensemble de cas concrets (stabilisation Poincaré, hyperinflation allemande, politique de Thatcher et Reagan) pour montrer la pertinence de ce cadre d'analyse pour penser les problèmes économiques contemporains[réf. nécessaire]. 

## Publications
- (en) Sargent, Thomas J., « A Note on the Accelerationist Controversy », Journal of Money, Credit and Banking, vol. 3, no 3,‎ 1971, p. 721–25 (DOI 10.2307/1991369)
- (en) Sargent, Thomas J. et Neil Wallace, « The Stability of Models of Money and Growth with Perfect Foresight », Econometrica, vol. 41, no 6,‎ 1973, p. 1043–48 (DOI 10.2307/1914034)
- (en) Sargent, Thomas J., Macroeconomic Theory, New York, New York: Academic Press, 1979, 1987, 2e éd. (ISBN 978-0-12-619750-1, LCCN 78004803)
- (en) Sargent Thomas J. et Lars P. Hansen, « Formulating and Estimating Dynamic Linear Rational Expectations Models », Journal of Economic Dynamics and Control, vol. 2, no 1,‎ 1980, p. 7–46
- (en) Sargent, Thomas J. et Neil Wallace, « Some Unpleasant Monetarist Arithmetic », Federal Reserve Bank of Minneapolis Quarterly Review, vol. 5, no 3,‎ 1981, p. 1–17
- Sargent, Thomas J. (1983). “The Ends of Four Big Inflations” in: Inflation: Causes and Effects, ed. by Robert E. Hall, University of Chicago Press, for the NBER, 1983, p. 41–97.
- (en) Sargent, Thomas J., Dynamic Macroeconomic Theory, Cambridge, Harvard University Press, 1987, 6e éd. (ISBN 978-0-674-21877-2, LCCN 86007601)
- (en) Sargent, Thomas J. et Albert Marcet, « Convergence of Least Squares Learning Mechanisms in Self-Referential Linear Stochastic Models », Journal of Economic Theory, vol. 48, no 2,‎ 1989
- (en) Sargent, Thomas J. et Albert Marcet, « Convergence of Least Squares Learning in Environments with Hidden State Variables and Private Information », Journal of Political Economy, vol. 97, no 6,‎ 1989, p. 251 (DOI 10.1086/261603)
- (en) Sargent, Thomas J. et Lars Ljungqvist, Recursive Macroeconomic Theory, Cambridge, MIT Press, 2000, 2004, 2e éd., 1082 p. (ISBN 978-0-262-12274-0, LCCN 2004054688, lire en ligne)
- (en) Thomas J. Sargent et Hansen Lars, « Robust Control and Model Uncertainty », American Economic Review, vol. 91, no 2,‎ 2001, p. 60–66
- 1991 : Rational Expectations Econometrics avec Lars Peter Hansen, Westview Press,  (ISBN 9780813378008)
- 2007 : Robustness avec Lars Peter Hansen, Princeton University Press,  (ISBN 9781400829385)